# Stiphrolamyra angularis
Stiphrolamyra angularis är en tvåvingeart som först beskrevs av Friedrich Hermann Loew 1858.  Stiphrolamyra angularis ingår i släktet Stiphrolamyra och familjen rovflugor. Inga underarter finns listade i Catalogue of Life.